# Paxson (Alaska)
Paxson è una piccola cittadina dell'Alaska centro-meridionale (Stati Uniti d'America). In realtà secondo l'amministrazione degli Stati Uniti d'America è definita CDP, ossia Census-designated place (non ha una forma di amministrazione legalmente riconosciuta) del Census Area di Valdez-Cordova appartenente al Unorganized Borough (vedi Borough e Census Area dell'Alaska).

## Geografia fisica
Secondo l'Ufficio del censimento degli Stati Uniti d'America, il CDP ha una superficie totale di 824 km{\displaystyle ^{2}}, di cui 787 km{\displaystyle ^{2}} di terra e 37 km{\displaystyle ^{2}} (4,48%) di l'acqua.
La cittadina si trova lungo l'autostrada Richardson a 299 km da Valdez, a 293 km da Fairbanks sullo svincolo con l'autostrada Denali. È l'ultima cittadina prima del passo Isabel attraverso la parte orientale della catena dell'Alaska.

## Clima
Il clima dell'area è continentale subartico. I mesi più piovosi sono luglio-settembre. Le temperature più alte si hanno in luglio con 27 °C, quelle più basse in gennaio con -25 °C. Le precipitazioni nevose sono di circa 280 cm all'anno con punte massime in febbraio.

## Turismo
La principale attrattiva della zona è l'ambiente selvaggio e isolato. Il lago di Paxson (62°56′21″N 145°31′40″W) offre buone possibilità di pesca: trota di lago americana (Salvelinus namaycush), salmerino alpino (Salvelinus alpinus) e temolo artico (Thymallus arcticus). Molto frequentato è il fiume Gulkana dagli amanti della navigazione fluviale. Altri laghi frequentati sono il lago Tangle e il lago Summit. In zona è possibile noleggiare kayak e canoe per fare rafting.

## Galleria d'immagini

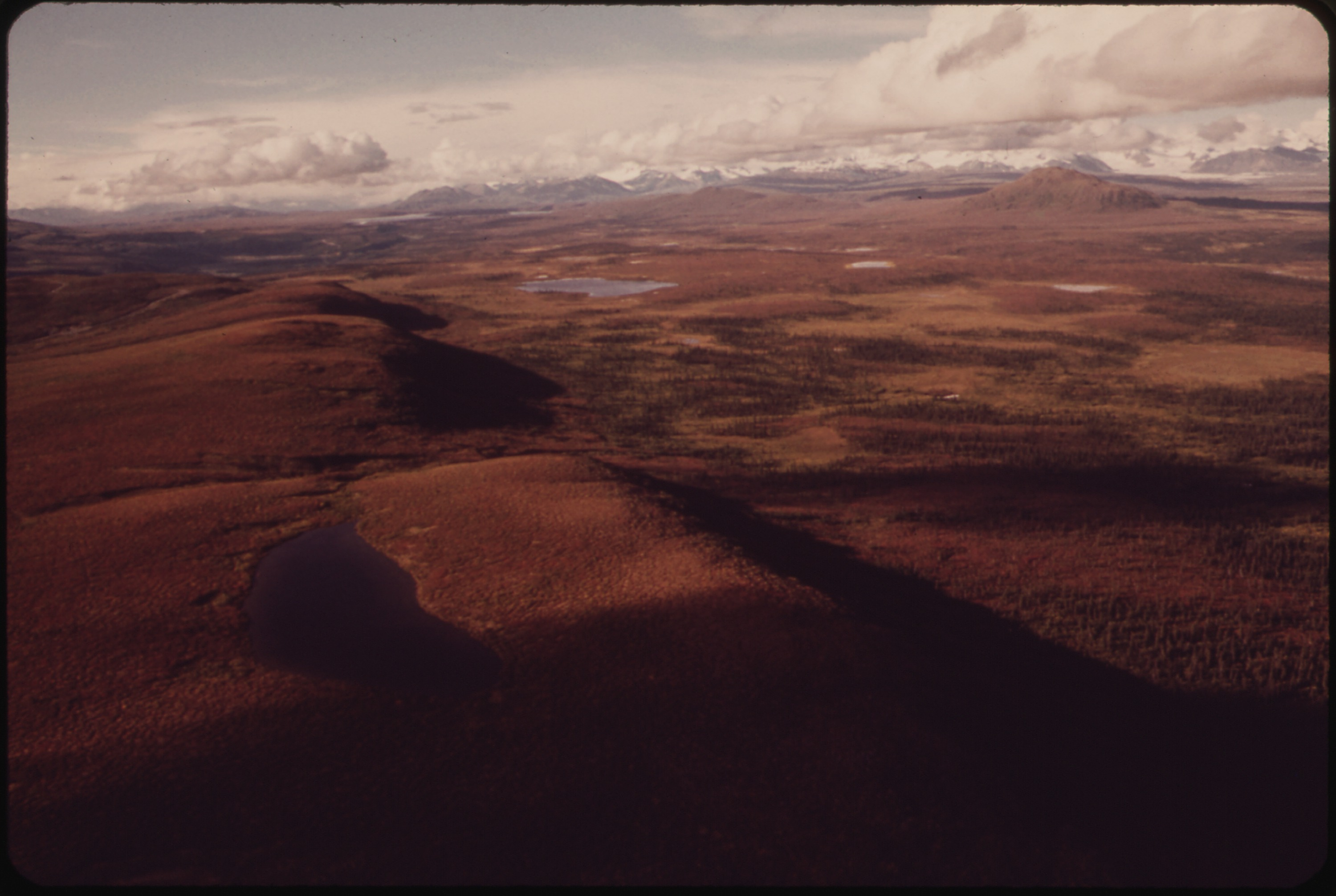
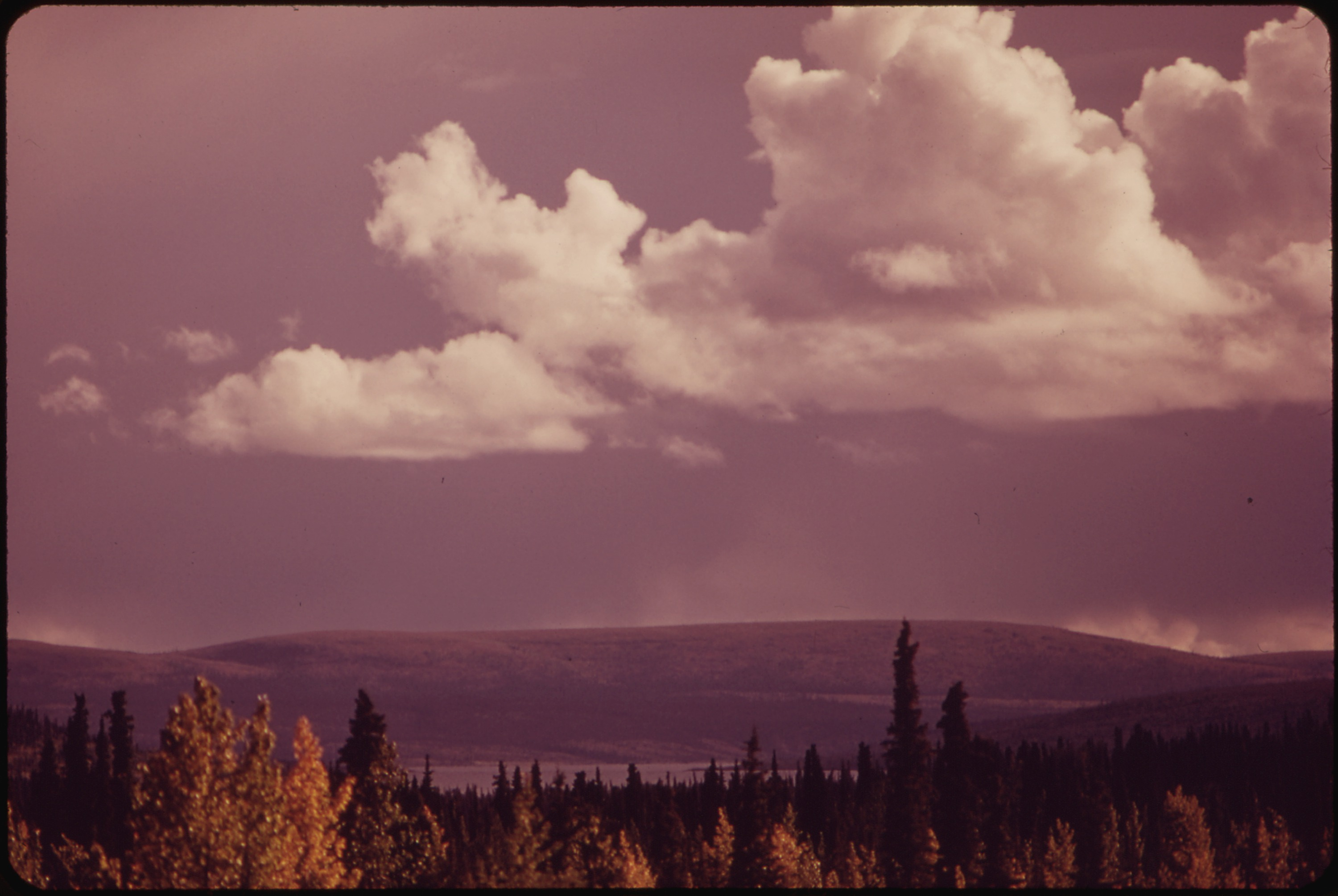
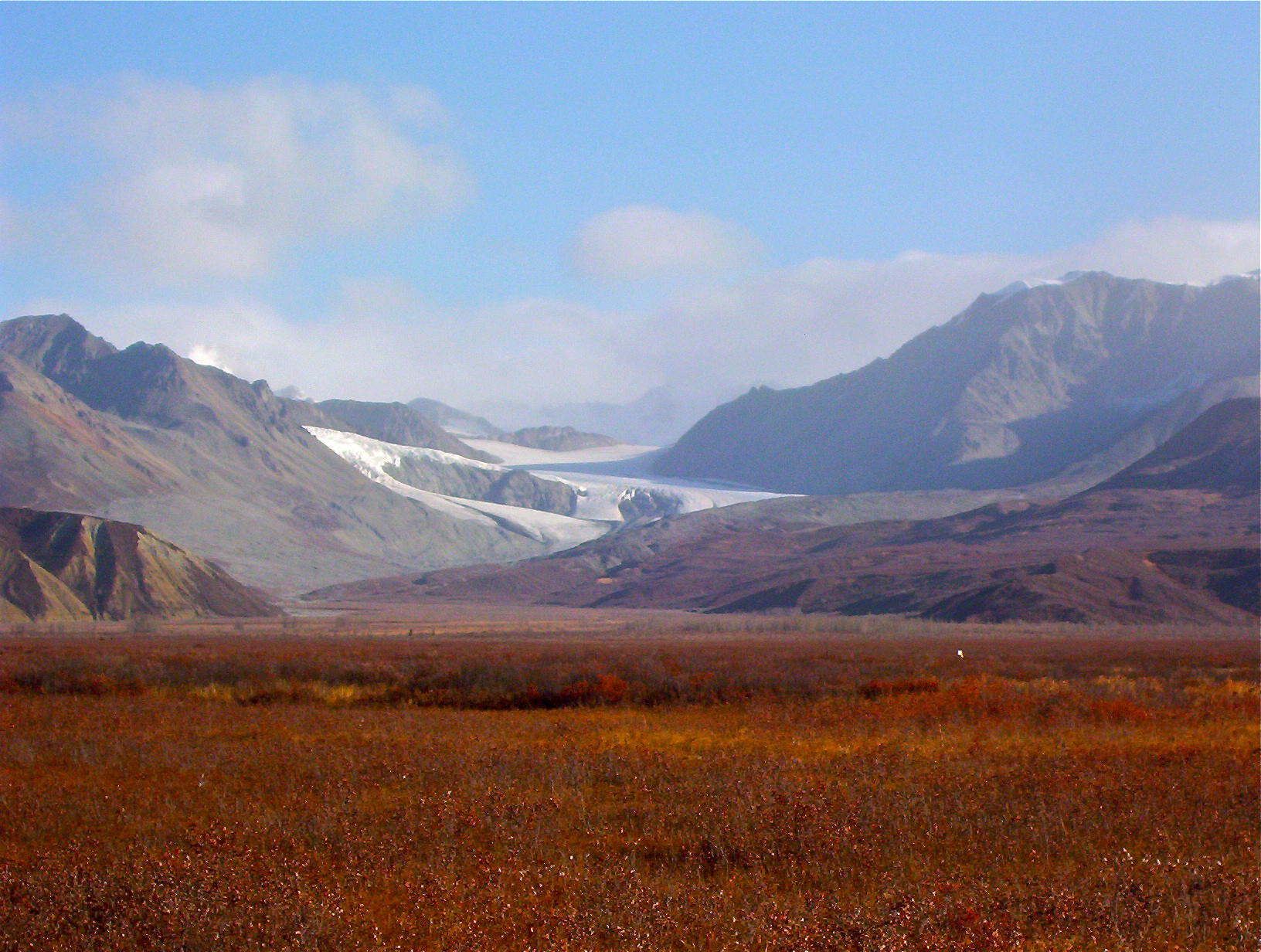
Il ghiacciaio Gulkana a nord di Paxson